# Guillermo Castillo Reyes
César Guillermo Castillo Reyes (Huehuetenango, 17 de marzo de 1966) es un abogado y político guatemalteco que se desempeñó como vicepresidente de la República de Guatemala desde el 14 de enero de 2020 hasta el 14 de enero de 2024.

## Biografía
Nació en Huehuetenango, en el occidente de Guatemala, el 17 de marzo de 1966. Es hijo de Enrique Castillo originario del municipio de Cuilco y Reyna Reyes de Santa Cruz Barillas, ambos municipios dentro del Departamento de Huehuetenango. Estudió su educación primaria en la Escuela Salvador Osorio, los grados de básicos en el Colegio La Salle y se graduó de Maestro en el Instituto Normal Mixto Alejandro Córdova. Posteriormente se mudó a la ciudad de Guatemala para seguir sus estudios de Abogado y Notario, graduándose de la Universidad de San Carlos de Guatemala en el año de 1998 y después obtuvo una maestría en Derechos Humanos en la Universidad Rafael Landívar de Guatemala.
Su familia le inculcó la importancia de la educación, el deporte, el trabajo, la familia y la comunidad «como base esencial del progreso y desarrollo que promueven la armonía y el bien común», lo que produjo su vocación de docente por medio de la cual desarrolló aptitudes de emprendedor y estratega con los cuales pudo participar en diferentes proyectos de innovación y competitividad tanto en el ámbito público y privado.

### Carrera política
Inició en 1986, en el Ministerio de Agricultura, en la Dirección General de Servicios Agrícolas (DIGESA). Antes del año de 1993 se involucró dentro del Comité Coordinador de Asociaciones Agrícolas, Comerciales, Industriales y Financieras (CACIF) y actuó como miembro de la Comisión Laboral y de la Comisión Tributaria de este organismo en las distintas representaciones que tenía. Posteriormente fue investigador del Ministerio Público, cuando este todavía estaba integrado a la Procuraduría General de la Nación desde marzo de 1993 hasta mayo de 1994. Ya dentro de la Procuraduría fue asistente de la Secretaría Específica desde junio de 1994 hasta marzo de 1998 cuando ejerció Acisclo Valladares Molina como procurador general.
En marzo de 1998 se integró al Instituto Técnico de Capacitación y Productividad como Secretario General y Jefe del Depto. de Cooperación Técnica Internacional hasta en enero de 2004, cuando renunció para integrarse al gabinete de Óscar Berger al haber sido nombrado Primer Viceministro de Trabajo y Previsión Social, cargo que ejerció hasta mayo de 2005. cuando fue llamado para asumir el cargo de Gerente General Instituto Técnico de Capacitación y Productividad hasta abril de 2009, durante estos años conoció y trabajó junto a Alejandro Giammattei quien en ese entonces era director del Sistema Penitenciario, como jefes de sus respectivas instituciones debían trabajar juntos, quienes posteriormente serían fórmula presidencial.
En el 2009 fue elegido por el Congreso de Guatemala como magistrado propietario de Corte de Apelaciones del Ramo Contencioso del Organismo Judicial y ejerció como tal hasta marzo de 2014. Participó en las elecciones gremiales de la junta directiva del Colegio de Abogados y Notarios de Guatemala del año 2009 como tesorero dentro de la planilla y ejerció en el período de 2009 a 2011.
En marzo de 2014 fue nombrado Director Ejecutivo de la Cámara de Comercio de Guatemala, razón por la cual renunció a su magistratura en el Organismo Judicial, dejó el cargo en 2018 para involucrarse en la formación del partido político Vamos Por Una Guatemala Diferente.
En la Asamblea Nacional de Vamos, realizada el 14 de octubre de 2018, fue nominado como candidato para la vicepresidencia de Guatemala y compañero de fórmula de Alejandro Giammattei.

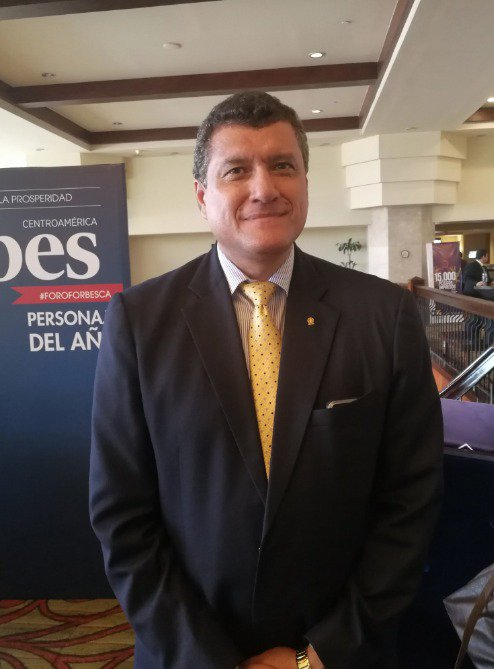
Guillermo Castillo cuando era candidato a la vicepresidencia de Guatemala en 2019.

## Vicepresidente 2020-2024
El 11 de agosto de 2019 fue elegido vicepresidente de Guatemala en las elecciones presidenciales junto con Alejandro Giammattei, como presidente. «Seré el vicepresidente electo; no soy una persona que va a estar detrás de la puerta viendo como el presidente toma decisiones, yo tengo mi carácter también», expresó luego de las elecciones.
Tomaron posesión el 14 de enero de 2020 tras juramentar la constitución ante el presidente del congreso. Antes de ser vicepresidente no había sido tan conocido dentro del ámbito político, aun así, si era conocido por los políticos lo que le permitió entablar diálogo con otros candidatos durante las elecciones de 2019, entre estos Edmond Mulet, candidato presidencial del Partido Humanista y Carlos Raúl Morales, candidato a vicepresidente por la UNE y esto se entendió como una posible garantía de diálogo de parte del gobierno.
En los primeros días del gobierno de Alejandro Giammattei, el mismo anunció la creación de un Centro de Gobierno para «mejor organizar el gobierno y cumplir con las prioridades presidenciales», esto provocó que muchos políticos, diputados y periodistas comentaran que se trataba de una institución con las mismas funciones de la vicepresidencia, pues las funciones eran las de organizar el gabinete de gobierno mismas que tenía a cargo Castillo y aseguraron que se trataba de una forma de exclusión dentro del gobierno. Meses después Castillo desmintió esto y aseguró que las funciones de ambas instituciones no tenían interferencia. Pero a finales de 2020 aseguró que lo mejor era que la figura del centro de gobierno fuera suprimida porque generaba controversias en la población.
Durante todos esos meses castillo, como le correspondía, asumió sus funciones de vicepresidente en las secretarías que forman parte de esta institución. No formó parte de las coordinaciones y acciones que se hicieron por la Pandemia de COVID-19 en Guatemala puesto que Giammattei asumió el liderazgo y protagonismo sobre ese asunto. Pero le fue asignada la misión de lograr una resolución al conflicto territorial que tenían los pobladores de Ixtahuacán y Nahualá en el departamento de Sololá. 

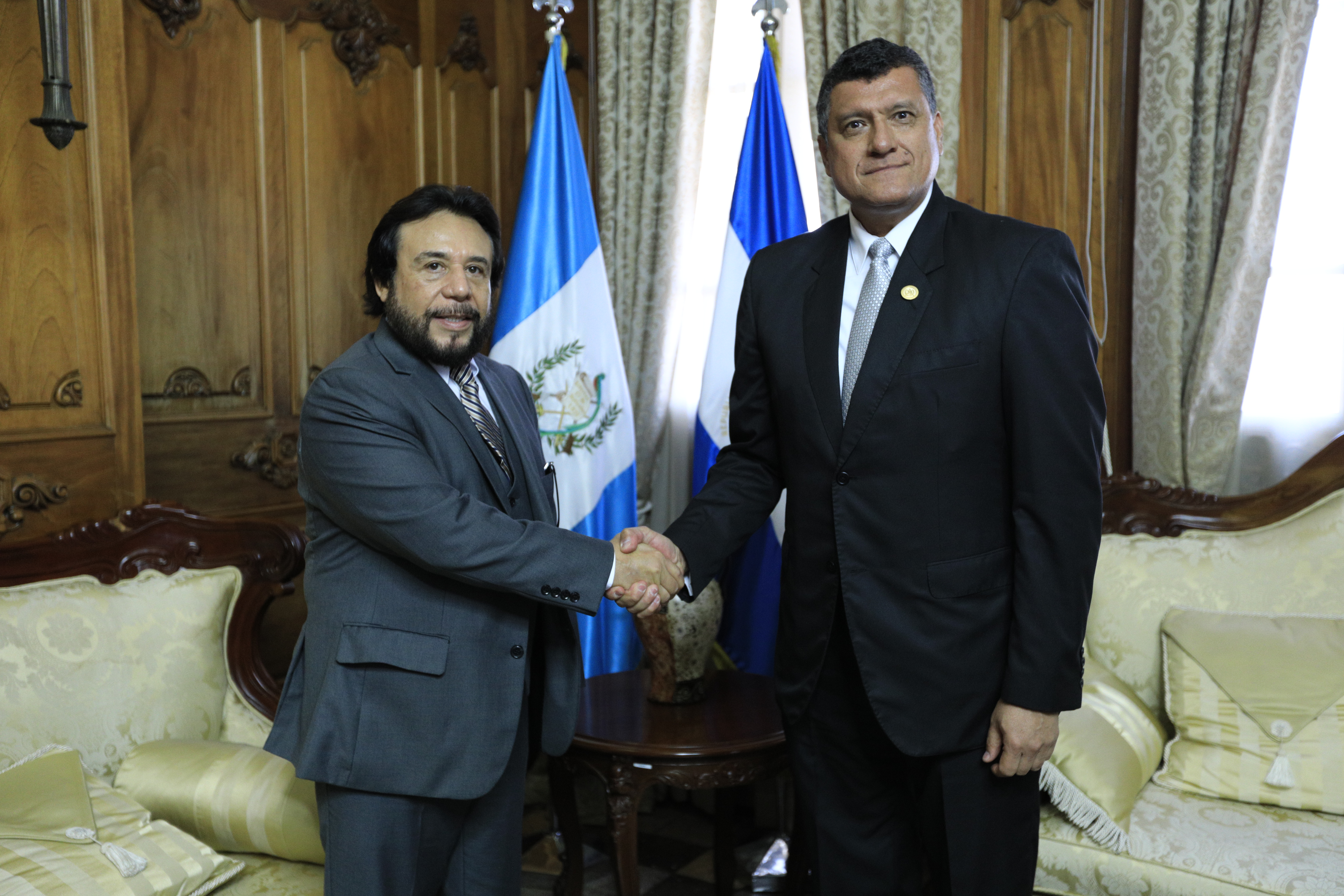
Castillo con Félix Ulloa, vicepresidente de El Salvador en una reunión en enero de 2020.

### Chats filtrados
En septiembre de 2020 se filtró una conversación de WhatsApp en la cual se había convocado a todo el gabinete, del cual formaba parte, para una reunión relacionada al pronto vencimiento de un estado de emergencia el siguiente. Castillo se excusó de presentarse pues aseguró que no podría llegar a tiempo por una reunión que tenía en Esquipulas junto con el embajador de Estados Unidos indicando que no estaba de acuerdo en las convocatorias a última hora. Giammattei lo convocó personalmente de forma «urgente y de emergencia» asegurándole que lo que allí se trataría tenía relación con «la vida, el acceso a la salud y la sobrevivencia de miles de guatemaltecos» a lo que Castillo le reprochó en no  haberle dado el poder para él convocar al gabinete, asegurando que lo habían excluido y Giammattei retenía el poder de forma egoísta y no atendía con seriedad los problemas de la población.

### Manifestaciones por el presupuesto 2021
Durante la crisis política de 2020 solicitó al presidente que vetara el presupuesto de 2021, pues esto había generado violentas protestas que culminaron con la quema del edificio del Congreso y además le solicitó que juntos presentaran su renuncia para que el congreso eligiera sucesores con base en consensos.
El 4 de diciembre de 2020 aparecieron juntos en una conferencia de prensa apelando a la «unidad», además expresaron que ya se había comenzado con el análisis del presupuesto 2021 y le pidieron a Castillo que encabezara junto con los ministros los mecanismos de reforma al presupuesto donde se enfocaría «la reactivación económica» y la reconstrucción de los lugares dañados por las tormentas Eta e Iota. Expresaron que se había solicitado la renuncia de todos los ministros y secretarios y que se evaluaría junto con el vicepresidente nombres y perfiles además, que se cerraría el centro de gobierno liderado por Miguel Martínez, un controvertido amigo muy cercano a Giammattei. De acuerdo a todo lo sucedido posteriormente, solo se cumplió con el cierre del centro de gobierno y Castillo no tuvo participación en lo que se había anunciado.

### Problemas con el presidente
Una de los momentos más emblemáticos de su vicepresidencia fue cuando en una transmisión en cadena nacional, mientras el concejo de ministros designaba a los magistrados titular y suplente para la Corte de Constitucionalidad de Guatemala, tuvo una discusión acalorada con Giammattei. Anteriormente el 8 de febrero de 2021, el vicepresidente había tuiteado «Elegir Magistrados a la CC no es interés sólo de abogados o de quienes somos responsables de su integración. Interesa también a toda la población. Es muy aconsejable que la designación en Consejo de Ministros sea abierta y transparente. Nos estamos jugando el destino de la Nación» luego de publicar una carta dirigida al presidente para que eligieran a los magistrados de forma «pública y transparente» y que se estableciera un mecanismo donde interesados se postularan y el consejo eligiera con base en una evaluación de estos, la presidencia aseguró que la designación se haría de forma directa. El 10 de marzo la presidencia convocó a una cadena nacional en la que se elegirían a los candidatos, como miembro del consejo Castillo estuvo presente y él propuso a varios candidatos que no fueron tomados en cuenta por el resto de miembros.
Finalmente Giammattei junto al consejo se decidieron por Leyla Lemus, entonces secretaria general de la presidencia, como magistrada titular y por José Samayoa, abogado independiente, como magistrado suplente; Castillo no estuvo de acuerdo y de forma pública explicó que no firmaría el acuerdo gubernativo de designación porque para él dicho proceso había sido poco transparente y que haría llegar un razonamiento de voto, en ese momento Giammattei le contestó que siendo abogado debía saber que no correspondía un razonamiento de voto y que si era su deseo no lo firmara, pero Castillo insistió en que lo firmaría el día siguiente con su razonamiento escrito, el presidente le respondió que entonces lo firmara y escribiera que era voto «disidente» pero que no correspondía un razonamiento, finalmente después de la acalorada discusión Castillo accedió a firmarlo.